# Делавер-Сіті
Делавер-Сіті (англ. Delaware City) — місто-порт (англ. city) в окрузі Нью-Касл штату Делавер США. Населення — 1695 осіб (2010).

## Географія

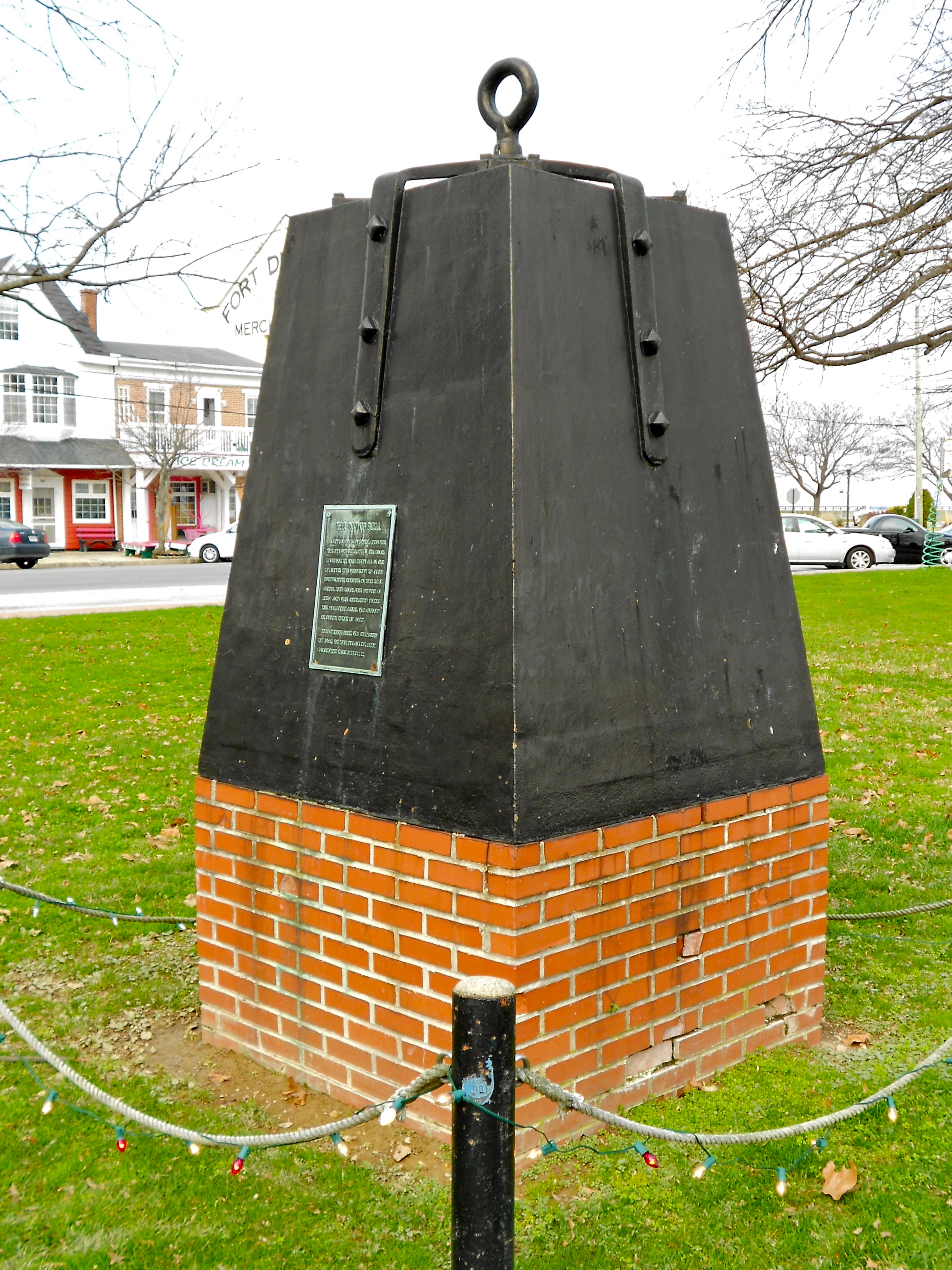
Водолазний дзвін, який використовували при проведенні підводних робіт в каналі Chesapeake and Delaware Canal в середині XIX століття.

Делавер-Сіті розташоване в північно-східній частині штату у місця впадання каналу Chesapeake and Delaware Canal в Делаверську затоку за координатами 39°34′47″ пн. ш. 75°35′42″ зх. д. / 39.57972° пн. ш. 75.59500° зх. д. (39.579827, -75.595083).  За даними Бюро перепису населення США в 2010 році місто мало площу 3,39 км², з яких 3,19 км² — суходіл та 0,20 км² — водойми. В 2017 році площа становила 5,11 км², з яких 4,89 км² — суходіл та 0,23 км² — водойми.

## Демографія
Згідно з переписом 2010 року, у місті мешкало 1695 осіб у 659 домогосподарствах у складі 465 родин. Густота населення становила 500 осіб/км².  Було 741 помешкання (219/км²).
Расовий склад населення:
| - 83,1 % — білих - 10,9 % — чорних або афроамериканців - 1,0 % — азіатів - 0,1 % — корінних американців - 0,9 % — осіб інших рас |

До двох чи більше рас належало 4,0 %. Частка іспаномовних становила 3,5 % від усіх жителів.
За віковим діапазоном населення розподілялося таким чином: 22,4 % — особи молодші 18 років, 64,3 % — особи у віці 18—64 років, 13,3 % — особи у віці 65 років та старші. Медіана віку мешканця становила 40,8 року. На 100 осіб жіночої статі у місті припадало 99,4 чоловіків;  на 100 жінок у віці від 18 років та старших — 94,5 чоловіків також старших 18 років.
Середній дохід на одне домашнє господарство  становив 62 764 долари США (медіана — 57 813), а середній дохід на одну сім'ю — 70 179 доларів (медіана — 67 500). Медіана доходів становила 41 563 долари для чоловіків та 35 197 доларів для жінок. За межею бідності перебувало 13,0 % осіб, у тому числі 11,9 % дітей у віці до 18 років та 6,7 % осіб у віці 65 років та старших.
Цивільне працевлаштоване населення становило 994 особи. Основні галузі зайнятості: освіта, охорона здоров'я та соціальна допомога — 21,9 %, науковці, спеціалісти, менеджери — 15,4 %, роздрібна торгівля — 11,5 %, будівництво — 11,1 %.

## Пам'ятки
- Історичний район Делавер-Сіті — більш 200 будівель, побудованих між 1826 і 1930 роками, включений в Національний реєстр історичних місць США 1983 року.
- Дім «Челсі» (Chelsea Historic Home[en]) — побудований 1848 року, включений до Реєстру 1982 року.
- Дім «Фейрвью» (Fairview Historic Home[en]) — побудований 1822 року, включений до Реєстру 1982 року.
- Форт «Делавер»[en] на острові Пі-Патч (1,3 км від міста) — побудований 1846 року, включений до Реєстру 1971 року.
- Парк штату «Форт-Дюпон» — заснований 1992 року.

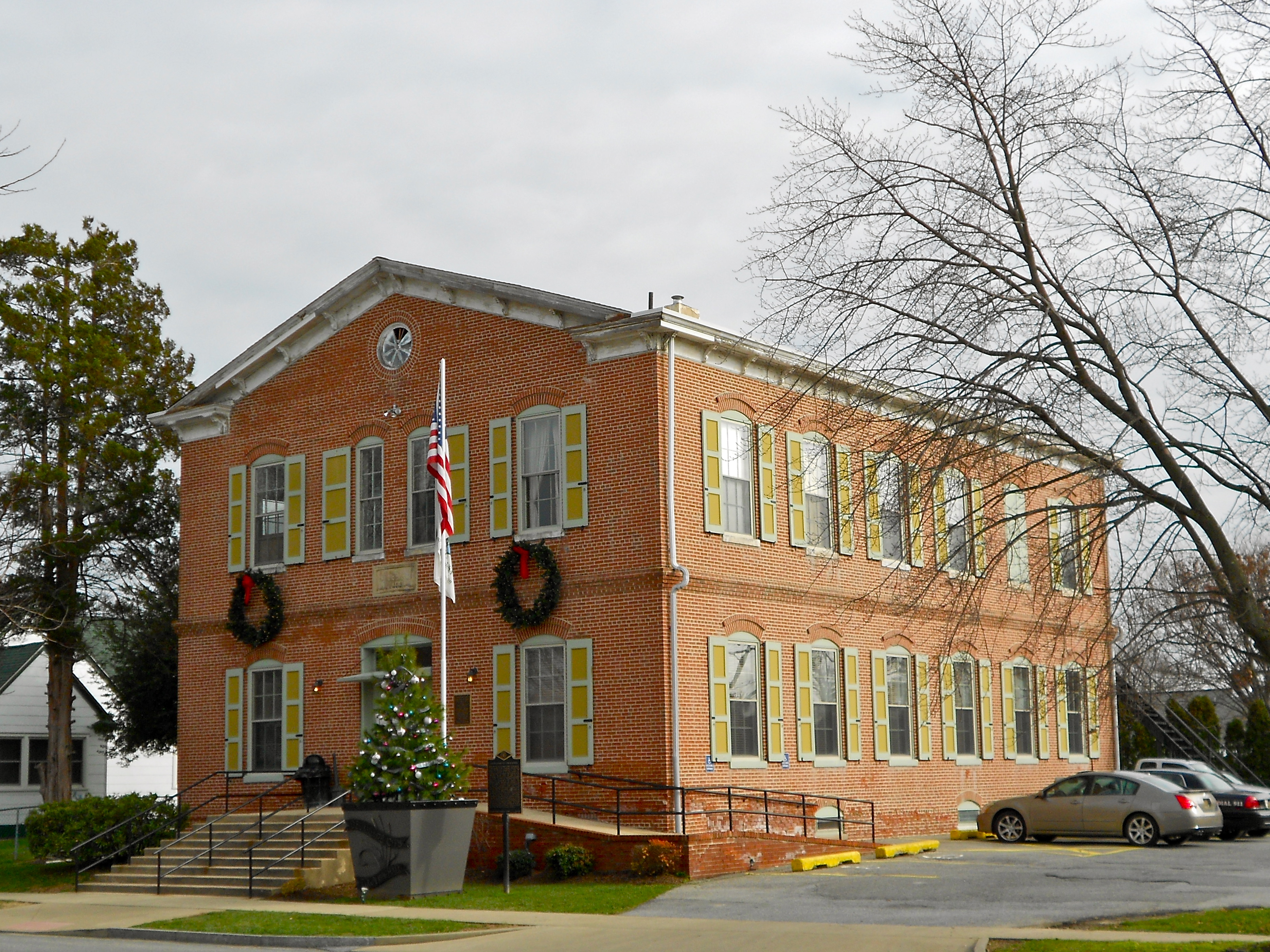
Колишня школа, нині мерія
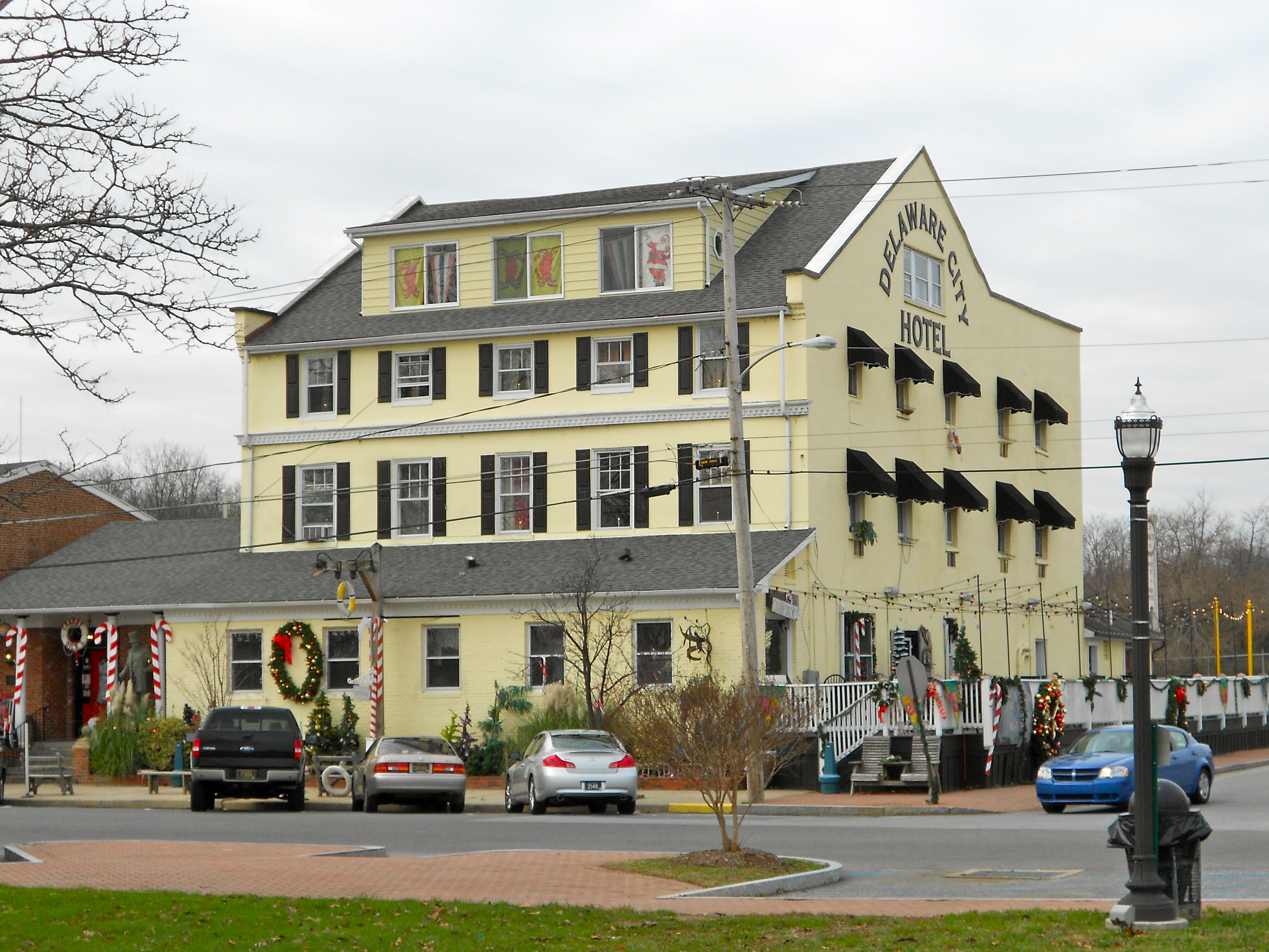
Готель
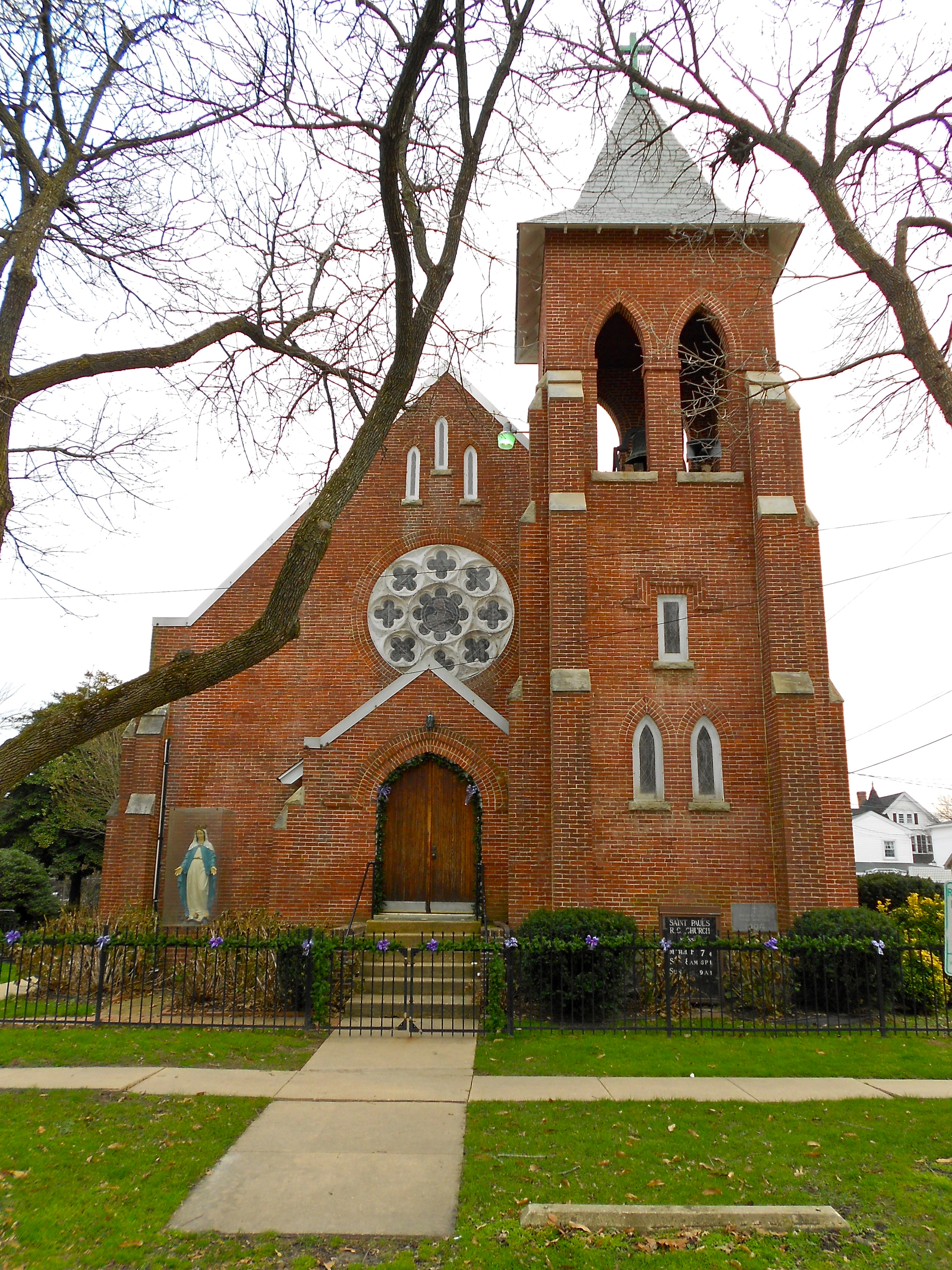
Церква св. Павла
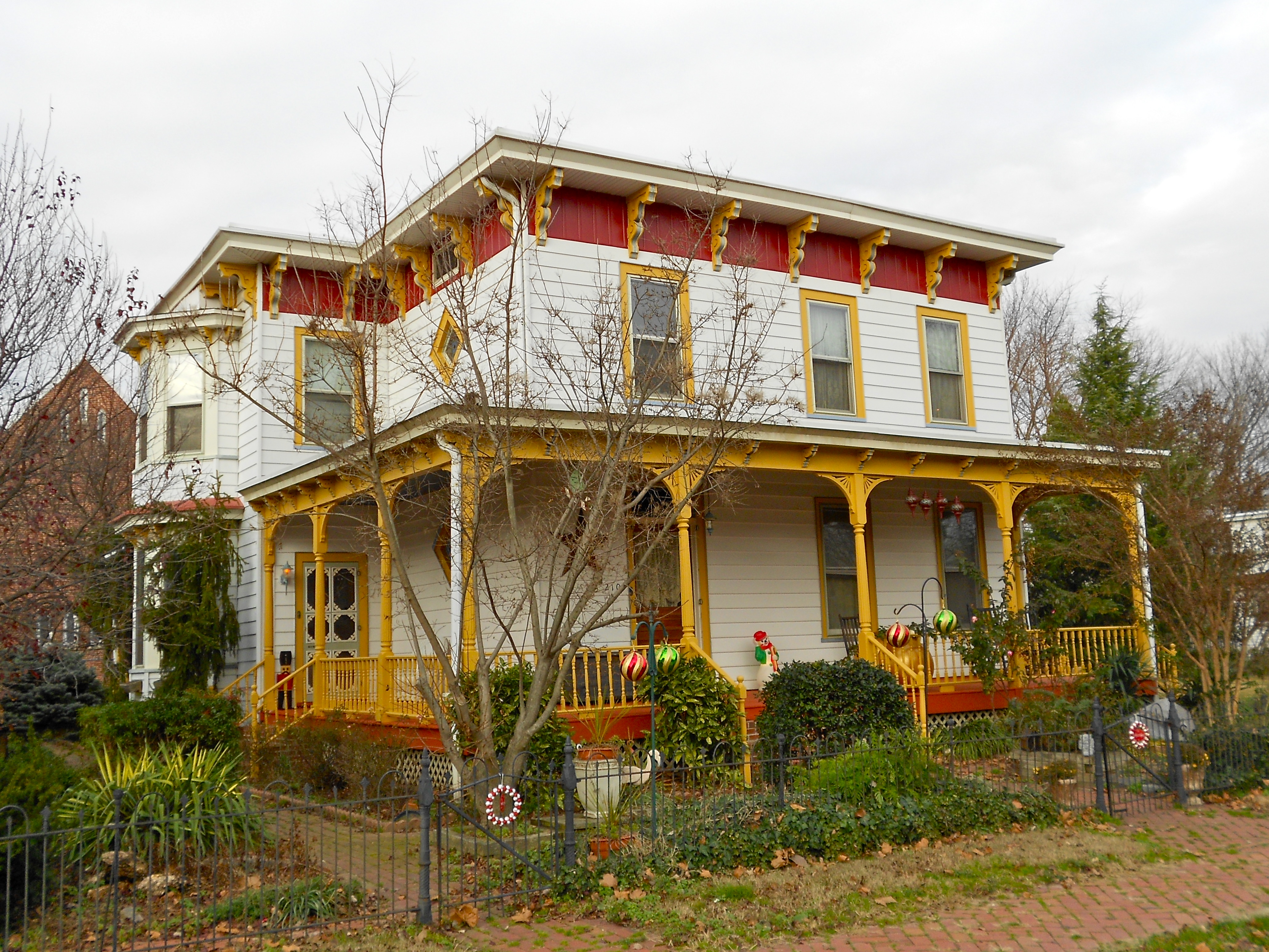
Клінтон-стріт, 210
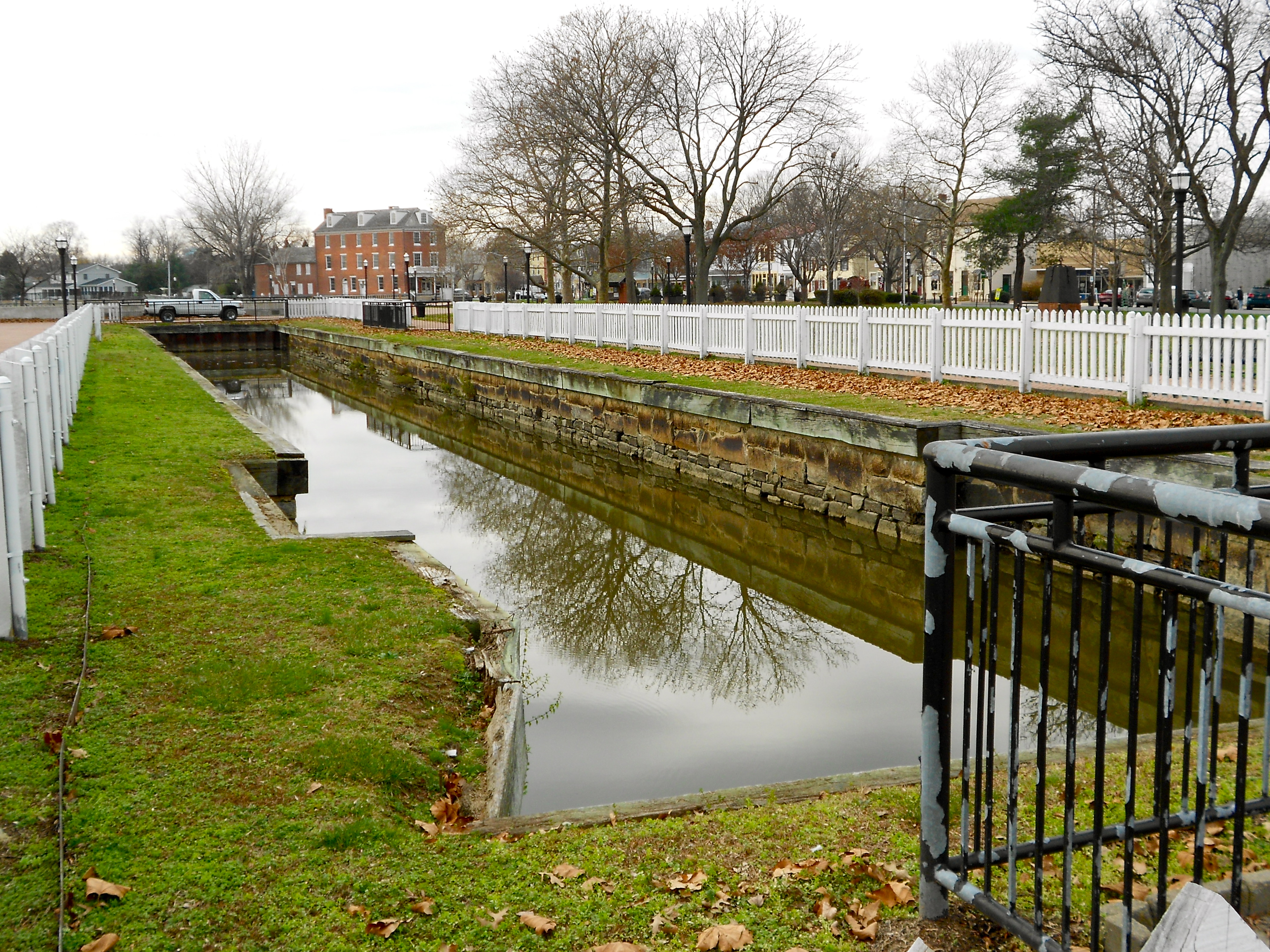
Невикористовуваний шлюз